# Clapham Rovers F.C.
Clapham Rovers Football Club – angielski klub, założony w 1869 roku. Brał udział w najbardziej popularnych wówczas w Anglii rozgrywkach dwóch dyscyplin sportowych – piłki nożnej oraz rugby. W XIX wieku był jednym z wiodących klubów na Wyspach Brytyjskich. Oryginalne stroje zespołu to czerwono-szare koszule oraz białe spodenki. Rozwiązany prawdopodobnie w 1911 roku.

## Historia
Clapham Rovers powstał 10 sierpnia 1869 roku, na spotkaniu zaaranżowanym przez W.E. Rawlinsona, który wkrótce został honorowym sekretarzem klubu. Podczas tego posiedzenia ustalono, że zespół będzie występował w dwóch dyscyplinach – piłce nożnej i rugby. W efekcie zespół zaczął być nazywany Hybrydowym Klubem.
Pierwszy mecz drużyna rozegrała 25 września 1869 roku przeciwko Wanderers, wtenczas jednym z najsilniejszych zespołów w kraju. Pomimo tego Rovers zwyciężyli 1:0. Od stycznia 1870 klub rozgrywał każdej soboty dwa spotkania – jeden w piłkę nożną, drugi w rugby. Do grudnia tego samego roku zespół odniósł zaledwie dwie porażki, biorąc pod uwagę obydwie dyscypliny.
Clapham Rovers byli jednym z piętnastu zespołów, które wzięły udział w pierwszej edycji Pucharu Anglii. Pierwszą bramkę dla Rovers w tym turnieju zdobył Javis Kenrick, w wygranym 3:0 meczu przeciwko Upton Park, w listopadzie 1871 roku.

## Rovers w piłce nożnej, triumf w Pucharze Anglii
W 1879 roku zespół dotarł do finału tych rozgrywek, jednak uległ drużynie Old Etonians 0:1. W spotkaniu tym młody piłkarz Rovers James Prinsep wystąpił mając 17 lat i 245 dni. Rekord ten został dopiero pobity w finale Pucharu Anglii w 2004 roku przez zawodnika Millwall Curtisa Westona.
Największym osiągnięciem klubu było zdobycie Pucharu Anglii rok później. W finale na Kennington Oval w Londynie Rovers pokonali Oxford University 1:0. Zwycięską bramkę zdobył Clopton Lloyd-Jones.
Clapham Rovers byli także jednym z dziesięciu założycielu Związku Piłkarskiego Hrabstwa Surrey w 1877 roku.

## Rovers w rugby, powstanie Związku

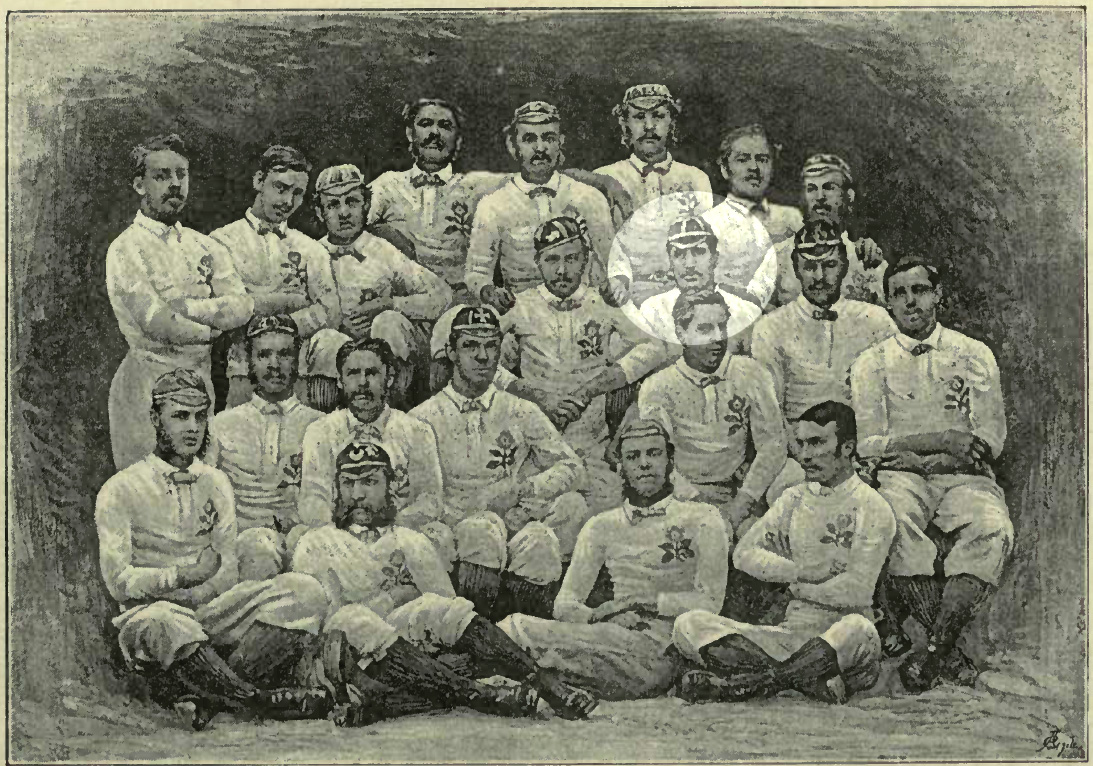
Reprezentacja Anglii w Rugby w 1871. R.H. Birkett z Clapham Rovers wyróżniony jaśniejszym kolorem.

Siła klubu w rugby została potwierdzona przez rekord, który ustanowił. Od 1870 do 1881 roku Rovers rozegrali 151 meczów w tej dyscyplinie, wygrywając 80, przegrywając 30 i remisując 41.
26 stycznia 1871 roku 32 zespoły (w tym 21 z Londynu) utworzyły Związek Rugby (ang. Rugby Football Union). Powołano prezydenta, sekretarza, skarbnika oraz komitet trzynastu, który zatwierdził zasady dotyczące gry w rugby oparte na przepisach powstałych w szkole w Rugby.
Pierwszy międzynarodowy mecz w tej dyscyplinie miał miejsce w 1871 roku; wzięły w nim udział reprezentacje Anglii i Szkocji.

## Upadek klubu
Data rozwiązania klubu jest niejasna. Ostatnim meczem, do którego Rovers powinni byli przystąpić, było spotkanie w Pucharze Anglii, w sezonie 1884-85. Zostali wówczas zdyskwalifikowani. Zespół prawdopodobnie przetrwał do 1911 roku.
W 1996 roku powstał Clapham Rovers Football Club, niemający żadnego związku z dziewiętnastowiecznym klubem.

## Piłkarze Rovers w piłkarskiej reprezentacji Anglii
W latach 1874–1887 ośmiu piłkarzy Clapham Rovers wystąpiło w reprezentacji Anglii. Byli to:
- Norman Bailey (19 występów)
- Reginald Birkett (1 występ)
- Walter Buchanan (1 występ)
- Edgar Field (2 występy)
- Richard Geaves (1 występ)
- Robert Ogilvie (1 występ)
- James Prinsep (1 występ)
- Francis Sparks (2 występy)

## Rugbyści w kadrze narodowej
- R. H. Birkett (debiut w 1871 roku)
- H. A. Bryden (debiut w 1874 roku)
- L. H. Birkett (debiut w 1875 roku)
- C. C. Bryden (debiut w 1875 roku)